# Carrer de Mallorca
El Carrer de Mallorca és un carrer de l'Eixample de Barcelona. Travessa el pla de Barcelona de sud-oest a nord-est i discorre pels districtes barcelonins de l'Eixample, Sants-Montjuïc, Sant Andreu i Sant Martí.
Originalment anomenat amb la lletra J al Pla Cerdà, el nom actual, aprovat el 19/12/1863, ve de la proposta de nomenclàtor de Barcelona, elaborada per Víctor Balaguer, i recorda l'illa de Mallorca conquerida per Jaume el Conqueridor el 1229. Un tram del carrer havia tingut el nom de Carrer de Màlaga i un altre, Carrer de Núria (de Rogent fins a Sibelius).
Per sota d'aquest carrer, des del Passeig de Sant Joan fins al seu extrem final al Clot, hi passa el túnel de l'AVE, la construcció del qual provocà una gran polèmica pels possibles danys que podien causar les obres als habitatges i a la Sagrada Família.